# Torsten Larsson
Torsten Larsson, ibland känd som Top-Steen, född 11 oktober 1966,  är en svensk musiker och musikproducent. Under 1980- och 1990-talen var han gitarrist i bandet Stonefunkers, i vilket även hans bror Emrik Larsson ingick. Senare har han arbetat som producent åt bland annat The Soundtrack of Our Lives och Olle Ljungström, samt radioprogrammet P3 Live.